# Bastenas
Bastenas (en francès Bastennes) és un municipi francès situat al departament de les Landes i a la regió de la Nova Aquitània.

## Demografia
| 1962                                       | 1968 | 1975 | 1982 | 1990 | 1999 | 2007 |
| ------------------------------------------ | ---- | ---- | ---- | ---- | ---- | ---- |
| 254                                        | 259  | 237  | 241  | 227  | 241  | 254  |
| Des de 1962: població sense dobles comptes |      |      |      |      |      |      |

## Administració
| Període   | Identitat       | Partit        |
| --------- | --------------- | ------------- |
| 1989-2008 | René Novembre   | PCF           |
| 2008-     | Maurice Dulayet | Divers gauche |